# Jozafat Ohryzko

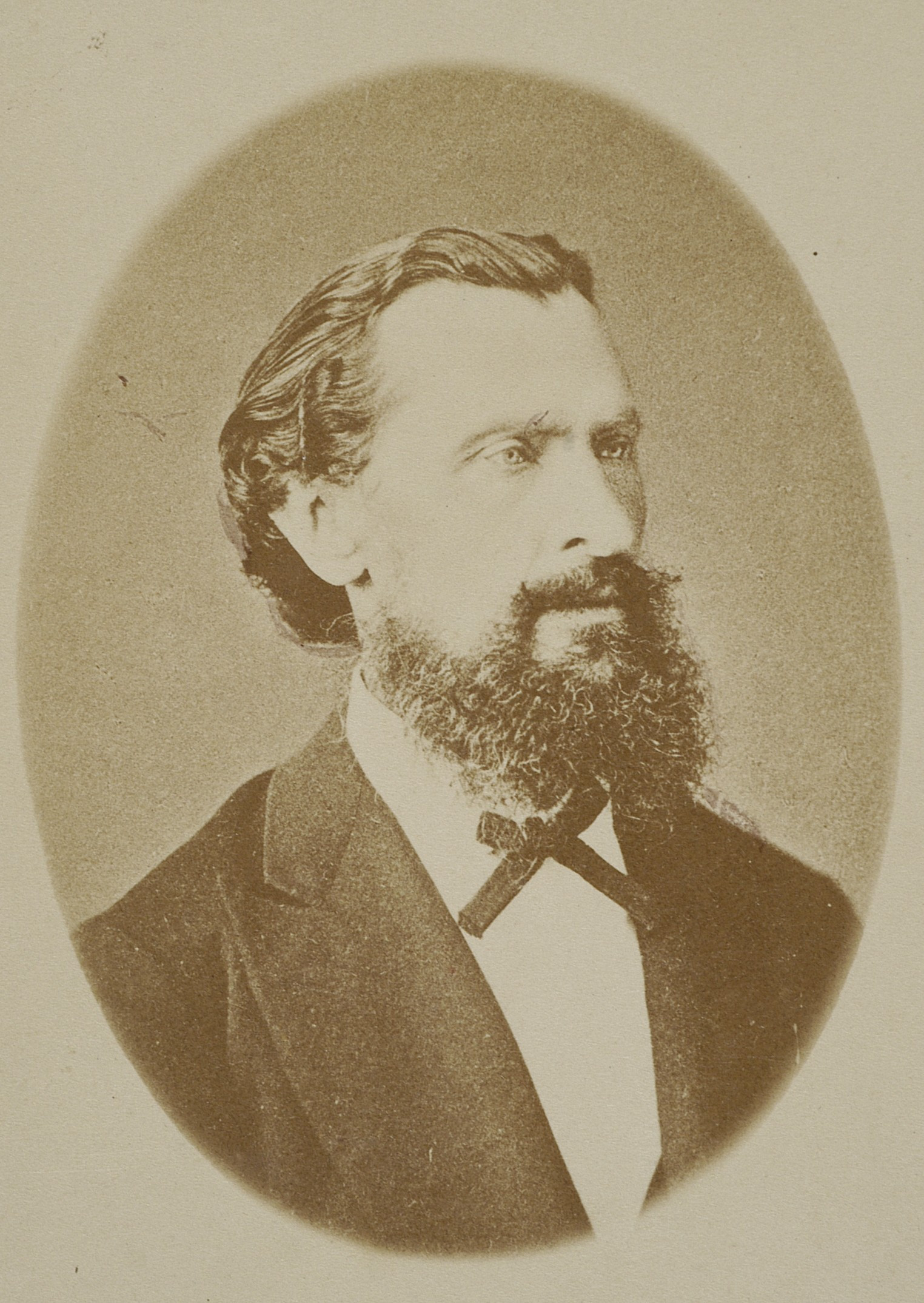
Jozafat Ohryzko

Jozafat Ohryzko (ur. 1827 w powiecie lepelskim (gubernia witebska), zm. 17/18 marca 1890 w Irkucku) – polski prawnik, wydawca, działacz społeczny i polityczny.

## Życiorys
Pochodził ze szlachty. Ukończył gimnazjum mińskie (1844) i wydział prawny Uniwersytetu w Petersburgu (1849). Następnie pracował w Petersburgu – był urzędnikiem Ministerstwa Finansów.
Cieszył się dużym autorytetem w rosyjskich kręgach rewolucyjnych, blisko przyjaźnił się z Nikołajem Czernyszewskim. Po wybuchu powstania styczniowego w lutym 1863 roku został komisarzem powstańczym na Petersburg. W listopadzie 1864 roku został aresztowany, w 1865 roku skazano go na karę śmierci, którą zamieniono na dwudziestoletnią katorgę. W 1866 roku za udział w buncie w Akatujsku został przesiedlony. Organizatorzy powstania zabajkalskiego planowali powołać go do władz planowanej republiki Swobodosławia. Cztery lata był przetrzymywany w samotności, pozbawiony nazwiska, jako numer 11 w specjalnie wybudowanym do tego celu ostrogu w Wilujsku. W 1871 roku został zesłany do Jakucka. Tam zyskał sobie szacunek, ucząc miejscowych kultury rolnej. Zesłany był później do Wiercholeńska i Irkucka, gdzie pracował przy wydobyciu złota, a także świadczył usługi adwokackie górnikom.

## Działalność literacka i wydawnicza
W 1857 roku zainicjował wydawanie w Petersburgu polskojęzycznej gazety Słowo. W roku 1859 ukazało się 15 numerów czasopisma, po czym zostało zawieszone z powodu opublikowania listu Joachima Lelewela. Po dwóch tygodniach spędzonych w areszcie udało mu się wydać nadesłane już rozprawy w Piśmie zbiorowym (1859). W latach 1859–1860 podjął się reedycji Volumina Legum. Przedrukował osiem pijarskich tomów i dwa inwentarze.